# Haraucourt (Meurthe-et-Moselle)
Haraucourt is een gemeente in het Franse departement Meurthe-et-Moselle in de regio Grand Est. De plaats maakt deel uit van het arrondissement Nancy. Haraucourt telde op 1 januari 2022 732 inwoners.

## Geschiedenis
De gemeente maakte voor 2015 deel uit van het kanton Tomblaine. Toen het kanton op 22 maart 2015 werd opgeheven werd Haraucourt opgenomen in het op die dag gevormde kanton Le Grand Couronné.

## Geografie
De oppervlakte van Haraucourt bedraagt 12,48 vierkante kilometer; Op 1 januari 2022 was de bevolkingsdichtheid 58,7 inwoners per km².
De onderstaande kaart toont de ligging van Haraucourt met de belangrijkste infrastructuur en aangrenzende gemeenten.

## Demografie
Onderstaande figuur toont het verloop van het inwonertal.
Agincourt · Amance · Art-sur-Meurthe · Bouxières-aux-Chênes · Buissoncourt · Cerville · Champenoux · Dommartin-sous-Amance · Erbéviller-sur-Amezule · Eulmont · Gellenoncourt · Haraucourt · Laître-sous-Amance · Laneuvelotte · Laneuveville-devant-Nancy · Lenoncourt · Mazerulles · Moncel-sur-Seille · Pulnoy · Réméréville · Saulxures-lès-Nancy · Seichamps · Sornéville · Velaine-sous-Amance